# Koningsweg (Alkmaar)
De Koningsweg is een straat in het centrum van de Nederlandse stad Alkmaar. De Koningsweg loopt vanaf de Sint Sebastiaanstraat tot de gedempte nieuwssloot, en gaat daarna over in de Koningsstraat.  De Koningsweg is ongeveer 290 meter lang. Zijstraten van de Koningsweg zijn de Doelenstraat, Doelenkluft, Doelensteeg, Gedempte Nieuwesloot (deze kruist de Koningsweg) en de Lombardsteeg. De Koningweg dankt zijn naam aan de Rooms-Koning, graaf Willem II, die Alkmaar in 1254 stadsrechten gaf.
Aan de Koningsweg bevinden zich een aantal monumentale panden, waaronder ook de Doopsgezinde kerk op nummer 12 uit 1617. Ook aan de Koningsweg was in 1914 ooit de eerste bioscoop van Alkmaar geopend. Thans zit deze op Overstad, het grote detailhandelscentrum van Alkmaar. 

## Rijksmonumenten aan de Koningsweg

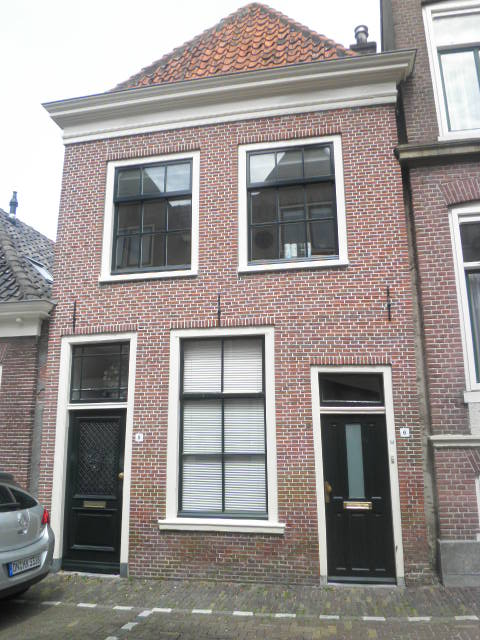
Koningsweg 6
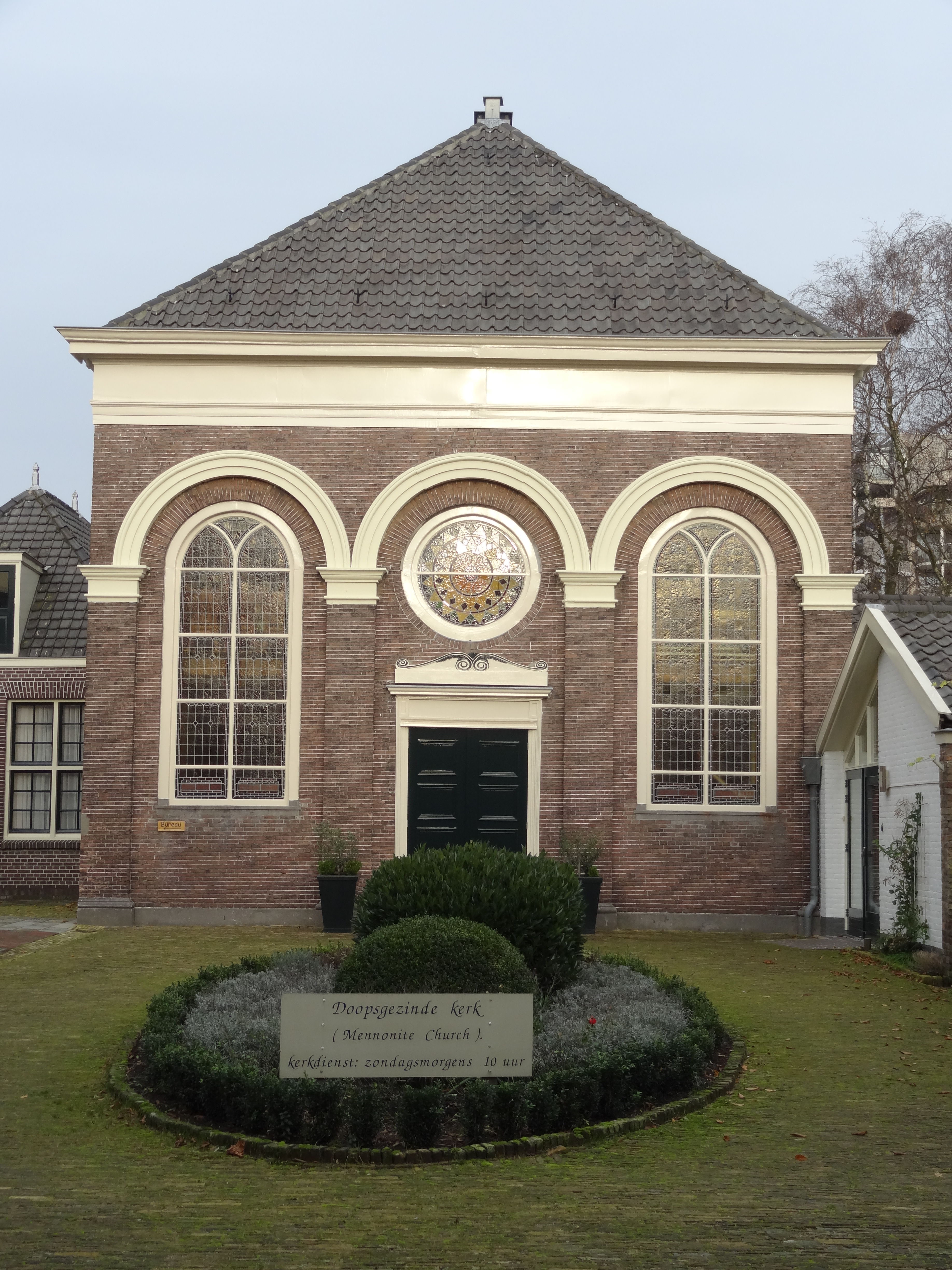
Doopsgezinde kerk (1617) aan de Koningsweg 12
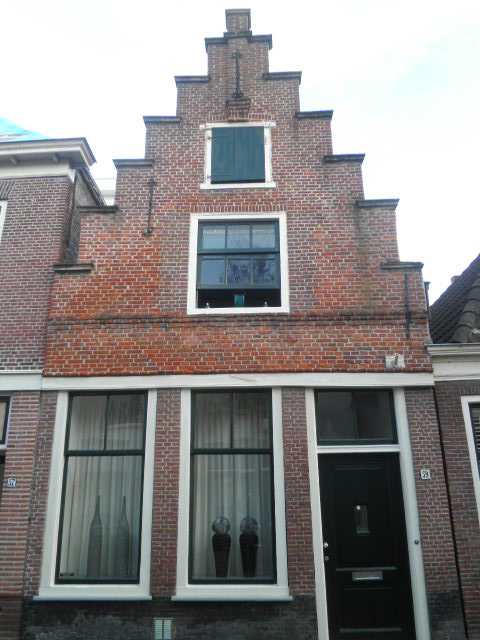
Koningsweg 59
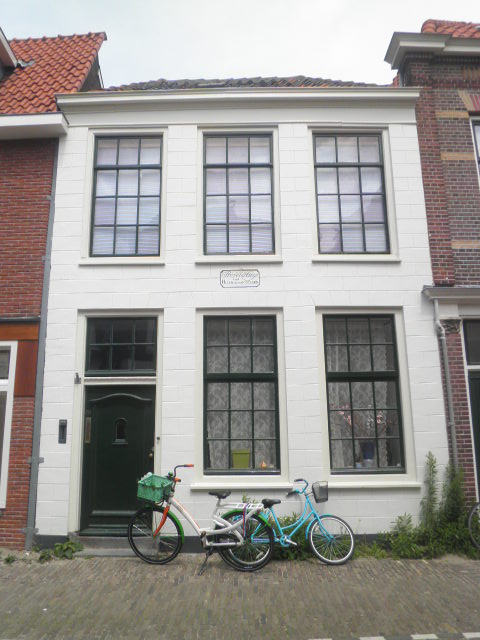
Koningsweg 70
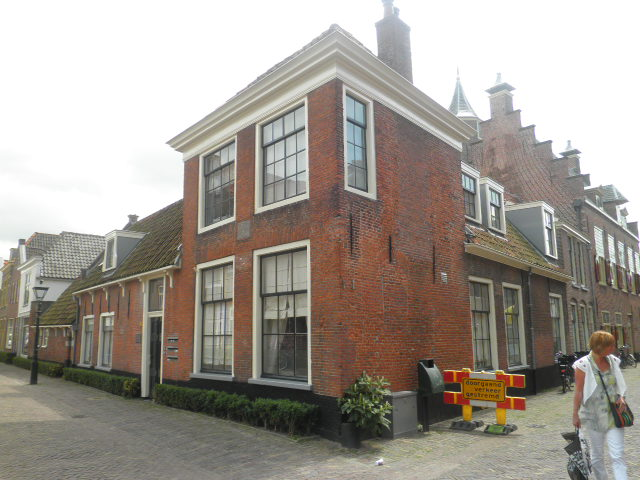
Koningsweg 83